# Odeon (skivmärke)
Odeon, internationellt skivmärke, ursprungligen ägt av International Talking Machine Company i Weissensee, Tyskland, som grundades 1903 av Fredrick Marion Prescott. Prescott hade skött den europeiska agenturen för Zonophone (Zon-O-Phone) blivit uppköpt av The Gramophone Co. samma år. International Talking Machine Co. togs så småningom över av Carl Lindström AG den 1 juli 1911.

## Historia

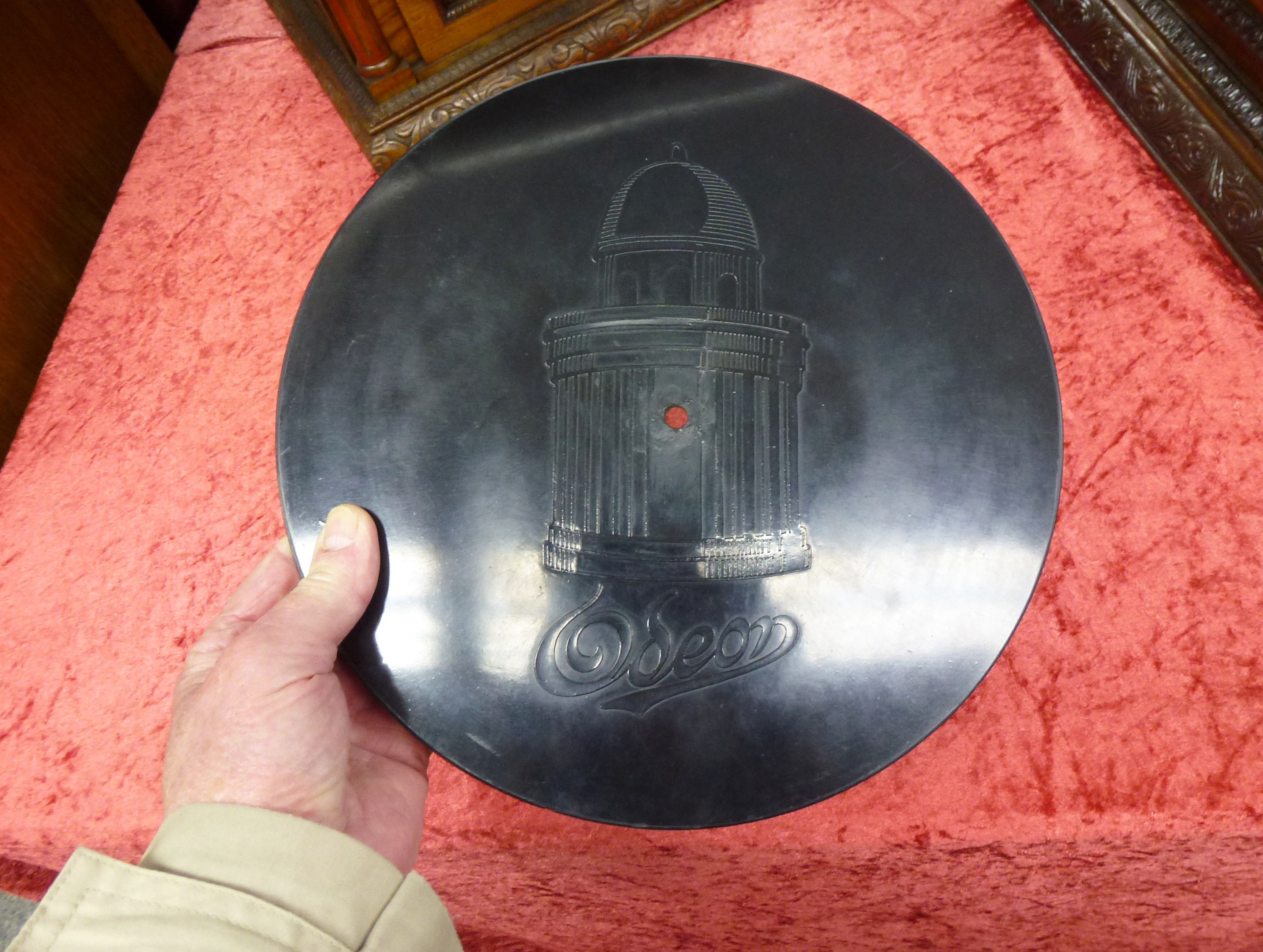
Enkelsidig Odeon-skiva.
(Baksidan med logon).

De första Odeonskivorna presenterades först på vårmässan i Leipzig 1904. De var 19 och 27 cm i diameter och dubbelsidiga, det senare var Odeon först med. Runt 1910 övergick man till standardstorlekarna 25 och 30 cm. I Danmark och Sverige (Stockholm) började man spela in 1912, i Norge och Göteborg 1914. De första finländska inspelningarna kom först 1929. Odeon hade en mycket framträdande plats på den skandinaviska skivmarknaden med många populära svenska artister i sitt stall, däribland Ernst Rolf, Fridolf Rhudin, Zarah Leander, Sven-Olof Sandberg, Georg Malmstén och Dallapé.
Lindströms expansion avbröts av första världskriget, men 1923 etablerade man sig i England under namnet Parlophone. År 1926 övertogs hela Lindströmkoncernen av brittiska Columbia, och fem år senare, 1931, slogs Columbia ihop med Gramophone och bildade Electric & Musical Industries Ltd (EMI).
Under 1920-talet hade Odeon ett nära samarbete med de amerikanska skivbolagen Okeh och Columbia, vilket ledde till att många intressanta inspelningar från USA, bland annat av jazz, kom att utgivas på Odeon i Europa. Särskilt värd att notera är i detta sammanhang den "Odeon-Swing-Music-Series" som bolaget utgav mitt under Adolf Hitlers tid vid makten. Eftersom jazz och swing i Tredje riket betraktades som Entartete Musik producerades dessa skivor endast för export.
Odeons lågprisetikett i Sverige och Norge, Scala, existerade 1937–1946, för att konkurrera med varuhusmärkena. Inspelningarna var både inhemska och utländska, de sista två åren dock enbart utländska.
Odeon hade den första permanenta inspelningsstudion i Stockholm, från hösten 1929 på Regeringsgatan, och ett år senare högst upp i Fenixpalatset på Adolf Fredriks kyrkogata. När Pingstkyrkan tog över Fenixpalatset 1940 flyttade Odeon sin studio till f.d. biografen Tranan i Fredhäll, och från 1945 spelade de också in i Stockholms Konserthus. När Europafilm öppnade sina studior i Mariehäll i början av 1953 gjorde många skivbolag sina inspelningar där, så ock Odeon.
Skandinaviska Odeon AB representerade dessutom Columbia och Parlophon i Sverige och var ett separat bolag fram till 1957, då det togs över av Skandinaviska Grammophon AB.